# Love Sux
Love Sux (en español: «El amor apesta») es el séptimo álbum de estudio de la cantante canadiense Avril Lavigne, se lanzó el 25 de febrero de 2022 a través de Elektra Records. Es la continuación de su sexto álbum de estudio Head Above Water (2019), el disco presenta colaboraciones con Machine Gun Kelly, blackbear y Mark Hoppus de Blink-182 y representa un alejamiento del sonido baládico de su anterior trabajo discográfico; así como el regreso a sus raíces y el sonido característico pop punk que definió sus primeros álbumes.

## Antecedentes
Tras el lanzamiento del anterior álbum de estudio de Lavigne, Head Above Water (2019), Lavigne mencionó en una entrevista de mayo de 2020 con la revista American Songwriter que «le gustaría lanzar algo de música en 2021 y que ha comenzado a trabajar en material nuevo, que podría ser la base de su próximo disco».  En diciembre de 2020, confirmó que estaba grabando nueva música con los productores John Feldmann, Mod Sun, Travis Barker y Machine Gun Kelly. En el mismo mes, Lavigne confirmó a través de las redes sociales más música nueva para la primera mitad de 2021, luego confirmó que se había completado la grabación del álbum. En septiembre de 2021, Lavigne asistió a los MTV Video Music Awards 2021 y confirmó en una entrevista que se lanzaría nueva música en octubre. El 3 de noviembre, anunció que había firmado con el sello de Barker, DTA Records El 13 de enero de 2022, Lavigne anunció el título de Love Sux y la fecha de lanzamiento del 25 de febrero de 2022.

## Composición y lírica
Love Sux fue descrita por Lavigne en una entrevista con Entertainment Weekly como su «disco más alternativo que he hecho de principio a fin», explicando además «la mayoría de mis álbumes tienen canciones pop, baladas, y es bastante diversa. La gente que con los que trabajé realmente me entendieron y vengo de ese género de música». Ella describió la grabación del álbum como si se sintiera «de vuelta en la escuela secundaria pasando el rato con el tipo de gente con la que [ella] creció, y fue simplemente sin esfuerzo». En una entrevista con Nylon, dijo que «el álbum es ligero y feliz, a pesar de que hay canciones sobre el desamor y la ruptura», pero que «también es un himno, es poderoso y tiene un mensaje positivo para que la gente se defienda y se tenga a sí mismo».
Love Sux abre con la canción «Cannonball», descrita por Ali Shutler de NME como «una apertura electro furiosa que comienza con un estallido de guitarras y un grito de como una bomba de relojería está a punto de explotar» y que «en menos de 20 segundos, la melodía vira drásticamente hacia territorio hiper-pop». La segunda pista «Bois Lie» presenta al músico estadounidense Machine Gun Kelly, y fue descrita por Bobby Olivier de Spin como un «dúo rápido» y que el tema es como «una secuela sónica de «Forget Me Too» de MGK». «Bite Me» es la tercera pista y el sencillo principal del álbum, y ha generado comparaciones con sus álbumes, Let Go (2002) y The Best Damn Thing (2007), así como con la banda Paramore. Billboard la describió como una «pista cargada de guitarra y batería» que «presenta a Lavigne enfurecida con su ex amante por no haberla tratado adecuadamente, prometiendo que siempre se arrepentirá de haberla sacado de su vida». Shutner describió la cuarta pista y el segundo sencillo «Love It When You Hate Me» como un tema pop-punk banger y Emily Carter escribiendo para Kerrang señaló que la canción se «escucha a la estrella canadiense abrazar el pop-punk nostálgico en el coro».

Shutler también describió la séptima pista «Avalanche» como encontrar a Lavigne, ahora de 37 años, tan confundida como estaba en su canción de 2002 «Complicated». La décima pista «All I Wanted», con Mark Hoppus, «ve a los dos veteranos del punk intercambiar varios recuerdos del pasado», mientras que la undécima pista «Dare to Love Me» es una «balada delicada» que contiene «emoción tensa», y fue descrita por Jessie Atkinson de Gigwise como una «belleza dirigida por el piano». «Break of a Heartache» la duodécima y última pista del álbum, fue descrita por Shannon Garner de Clash como una pista «rimbombante que elimina con confianza los traumas pasados y da confianza a las personas a que puedan superar las cosas y cambiar cómo te sientes».

## Portada y estética
La portada fue fotografiada por Joe Termini y diseñada por Sam Jennings, se muestra a Lavigne sentada sobre el piso en un fondo anaranjado oscuro (tendiendo al rojo), sosteniendo globos negros inflados con helio, vestida con un top negro y falda, así como con botas negras de plataforma. Para la edición Deluxe, los colores ahora están invertidos, siendo ahora el fondo negro y los globos anaranjados. 
A diferencia de su álbum antecesor Head Above Water, Lavigne muestra un cambio en su estilo más juvenil, retomando la estética punk que recuerda bastante a sus primeros álbumes.

## Recepción crítica
Love Sux recibió críticas favorables de los críticos musicales. En Metacritic que asigna una calificación normalizada de 100 a las reseñas de los principales críticos, el álbum tiene una puntuación promedio de 76 según 9 reseñas.
En una reseña positiva de Clash, Shannon Garner escribió que «sería fácil ignorar el álbum de Lavigne como parte de la actual tormenta de nostalgia de la década de 2000 que está en aumento, pero está lejos de ser una nostalgia nebulosa», y señaló además que Love Sux «muestra un crecimiento en Lavigne como artista», y que el álbum es «más un antídoto para el progreso del pop que un retroceso nostálgico», concluyendo que «simplemente tiene todos los elementos de lo que nos hizo enamorarnos de Avril Lavigne en primer lugar». Tom Williams de The Line of Best Fit felicitó a Love Sux y comentó que el álbum «lleva la energía a un 10 casi de inmediato y rara vez la baja en los 33 minutos del álbum». Roisin O'Connor de The Independent escribió que el álbum es «el mejor álbum de Lavigne desde The Best Damn Thing de 2007, que se alejó de su sonido anterior basado en el grunge y entró en un territorio más pegadizo». Escribiendo para NME , Ali Shutler evaluó Love Sux positivamente, señalando que el álbum «es una explosión de autoempoderamiento sin disculpas» y «un álbum de pop-punk progresivo que evita las viejas reglas, pero no a expensas de himnos de guitarra maximalistas y alegres».
En una revisión más mixta, Jessie Atkinson de Gigwise comentó: «Ahora que tiene treinta y siete años, Avril todavía juega con coloquialismos escolares y los dramas de alguien que tiene mala suerte en el amor. Los resultados son innegablemente divertidos, especialmente para aquellos de nosotros que estábamos jóvenes en el momento de Let Go de 2002. Lamentablemente, Love Sux suena demasiado como una copia al carbón de 2002 para impresionar realmente en 2022». Hablando positivamente del álbum, Connor Gotto de Retro Pop llamó a Love Sux una «obra maestra del pop-punk» y elogió el «nivel de vida y energía en cada grabación, algo que no ha sido tan bien capturado desde su disco The Best Damn Thing (2007)».

## Promoción
Previamente al lanzamiento de su álbum, Lavigne participó en sencillos de otros cantantes, el primero «Flames», una colaboración con Mod Sun se lanzó el 8 de enero de 2021, posteriormente el 16 de julio, Willow Smith lanzó su cuarto álbum de estudio, titulado Lately I Feel Everything, con una de las pistas, «Grow», con Avril Lavigne y Travis Barker. Un video musical de la canción fue lanzado en octubre del mismo año.  El 28 de octubre, actuó en el programa de transmisión en vivo de Travis Barker, Travis Barker's House of Horrors y el 5 de noviembre anunció su nuevo sencillo titulado «Bite Me», que fue lanzado el 10 de noviembre. El segundo sencillo «Love It When You Hate Me» con blackbear fue lanzado el 14 de enero de 2022.
Para promocionar el álbum, se embarcará en la gira Love Sux Tour, originalmente titulado Bite Me Tour, en 2022. La etapa europea estaba originalmente programada para el año 2022, hasta que se retrasó hasta 2023 debido a la actual pandemia de COVID-19.

## Recepción comercial
Love Sux debutó en el número tres en la listas musicales de Australia, convirtiéndose en el séptimo álbum dentro del Top 10 de Lavigne en el país y su álbum más alto en las listas desde Goodbye Lullaby (2011). En Alemania, Love Sux debutó en el número seis en Offizielle Deutsch Chart, convirtiéndose en su sexto álbum entre los diez primeros del país. En el Reino Unido, el álbum debutó en el número tres en la lista de álbumes del Reino Unido con 13.622 unidades vendidas en su primera semana, convirtiéndose en su posición más alta en la lista desde su álbum de 2007 The Best Damn Thing.
En Japón, debutó en el número siete en la lista de álbumes japoneses de Oricon con 11 573 unidades vendidas en su primera semana (9882 copias físicas y 1252 copias digitales), lo que lo convierte en el séptimo álbum de estudio de Lavigne en ingresar entre los diez primeros en Japón. En la lista Billboard Japón, el álbum debutó en el número seis.

## Créditos y personal
Créditos adaptados de las notas del álbum.

### Voz e instrumentos
- Avril Lavigne – voz (1-12), guitarra (12)
- John Feldmann – bajo, guitarra
- Dylan McLean – bajo, guitarra
- Michael Bono – bajo, guitarra
- Scot Stewart – bajo, guitarra
- Travis Barker – batería (1–6, 9, 10)
- Machine Gun Kelly – voz (2)
- Blackbear – voz (4)
- Mod Sun – batería (7, 8, 11, 12)
- Mark Hoppus – voz (10)

### Productores y técnicos
- Chris Gehringer  – masterización (1-12)
- Adam Hawkins  – mezcla (1–3, 5, 6, 8, 10, 12)
- Manny Marroquin  – mezcla (4)
- Neal Avron – mezcla (7, 11)
- Cameron Mizell  – producción adicional, ingeniería
- Dylan McLean – producción adicional, ingeniería (1–8, 10–12)
- Hero DeLano – producción adicional, ingeniería (1–8, 10–12)
- Josh Thornberry – producción adicional, ingeniería (1–8, 10–12)
- Michael Bono – producción adicional, ingeniería (1–8, 10–12)
- Scot Stewart – producción adicional, ingeniería (1–8, 10–12)
- Kevin Thrash – ingeniería (2–6, 9, 10)
- Andrew Goldstein – ingeniería (3–6, 10)

### Administración y diseño
- Alex Kirzhner – dirección de arte
- Sam Jennings – ilustraciones, diseño de paquete
- Joe Termini – fotografía

## Lista de canciones
Créditos adaptados de Apple Music.

| N.º   | Título                                     | Escritor(es)                                               | Productor(es)                          | Duración |  |
| 1.    | «Cannonball»                               | Avril Lavigne, Derek Smith y John Feldmann                 | John Feldmann, Mod Sun y Travis Barker | 2:18     |  |
| 2.    | «Bois Lie» (con Machine Gun Kelly)         | Lavigne, Colson Baker, Smith y Feldmann                    | Feldmann, Mod Sun y Barker             | 2:43     |  |
| 3.    | «Bite Me»                                  | Lavigne, Smith, Feldmann, Christopher Comstock y Omer Fedi | Feldmann, Mod Sun y Barker             | 2:39     |  |
| 4.    | «Love It When You Hate Me» (con Blackbear) | Lavigne, Matthew Musto, Smith y Feldmann                   | Feldmann, Mod Sun y Barker             | 2:25     |  |
| 5.    | «Love Sux»                                 | Lavigne, Smith y Feldmann                                  | Feldmann, Mod Sun y Barker             | 2:48     |  |
| 6.    | «Kiss Me like the World Is Ending»         | Lavigne, Smith y Feldmann                                  | Feldmann, Mod Sun y Barker             | 2:50     |  |
| 7.    | «Avalanche»                                | Lavigne, Smith y Feldmann                                  | Feldmann y Mod Sun                     | 3:39     |  |
| 8.    | «Déjà Vu»                                  | Lavigne, Smith y Feldmann                                  | Feldmann y Mod Sun                     | 3:23     |  |
| 9.    | «F.U.»                                     | Lavigne, Nick Long y Barker                                | Barker                                 | 2:47     |  |
| 10.   | «All I Wanted» (con Mark Hoppus)           | Lavigne, Hoppus, Smith y Feldmann                          | Feldmann, Mod Sun y Barker             | 2:32     |  |
| 11.   | «Dare to Love Me»                          | Lavigne                                                    | Feldmann y Mod Sun                     | 3:34     |  |
| 12.   | «Break of a Heartache»                     | Lavigne                                                    | Feldmann y Mod Sun                     | 1:51     |  |
| 33:29 |                                            |                                                            |                                        |          |  |

| Edición japonés (bonus track) |                      |                                           |                                             |          |  |
| N.º                           | Título               | Escritor(es)                              | Productor(es)                               | Duración |  |
| 13.                           | «Bite Me» (Acoustic) | Lavigne, Smith, Feldmann, Comstock y Fedi | Moccio, Bicknell, Kroeger, Baseford y Healy | 3:09     |  |

## Posicionamiento en las listas
| Listas (2022)                       | Mejor posición |
| ----------------------------------- | -------------- |
| Alemania (Media Control Charts)     | 6              |
| Australia (ARIA)                    | 3              |
| Austria (Ö3 Austria)                | 3              |
| Bélgica (Ultratop) Flanders         | 10             |
| Bélgica (Ultratop) Wallonia         | 9              |
| Canadá (Canadian Albums)            | 3              |
| Escocia (OCC)                       | 4              |
| España (PROMUSICAE)                 | 14             |
| Estados Unidos (Billboard 200)      | 9              |
| Estados Unidos (Alternative Albums) | 2              |
| Estados Unidos (Rock Albums)        | 2              |
| Francia (SNEP)                      | 70             |
| Irlanda (Irish Albums Chart)        | 19             |
| Italia (FIMI)                       | 22             |
| Japón (Oricon)                      | 7              |
| Japón (Billboard)                   | 6              |
| Nueva Zelanda (RMNZ)                | 19             |
| Países Bajos (Álbum Top 100)        | 23             |
| Polonia (ZPAV)                      | 29             |
| Portugal (AFP)                      | 13             |
| Reino Unido (OCC)                   | 3              |
| República Checa (ČNS IFPI)          | 36             |
| Suiza (Schweizer Hitparade)         | 7              |

## Historial de lanzamiento
| País   | Fecha                 | Formato                                    | Discográfica  | Ref    |
| ------ | --------------------- | ------------------------------------------ | ------------- | ------ |
| Varios | 25 de febrero de 2022 | Casete, CD, Descarga de música y streaming | DTA y Elektra | [ 70 ] |
| Japón  | 25 de febrero de 2022 | CD                                         | Sony          | [ 71 ] |